# هنريك أوليسن

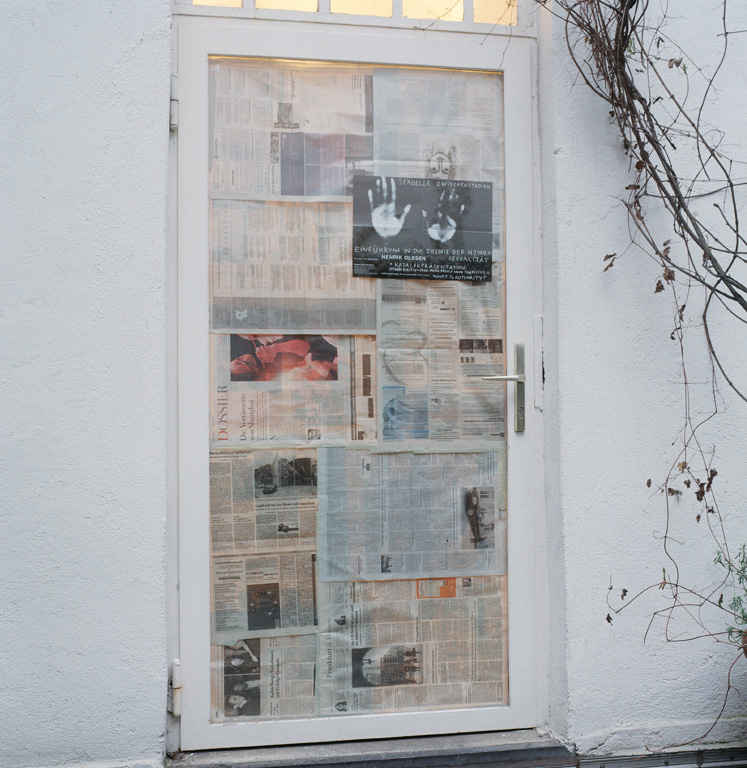
أحد أعمال أوليسن في مدينة كولونيا الألمانية

هنريك أوليسن (بالدنماركية: Henrik Olesen)‏ (ولد عام 1967) هو فنان دنماركي يعمل في برلين. وقد قام بأعمال عدة في العديد من المعارض في كل من الولايات المتحدة، والسويد، والنمسا.
ولد أوليسن في إيسبيرغ في غرب الدنمارك. درس في الأكاديمية الملكية الدنماركية للفنون الجميلة في كوبنهاغن من 1995 إلى 2007.
كان «مشروع 94» في متحف الفن الحديث في مدينة نيويورك في أوائل عام 2011 هو أول معرض منفرد لأوليسن في الولايات المتحدة والذي، وفقا للصحفية فاليري وستونو في جريدة ذا بروكلين رايل، فإن «أوليسن يحقق في تجريم المثلية الجنسية، في الماضي والحاضر، من خلال الاستيلاء على المواد الأصلية ومن خلال التحويلات السياقية».
أوليسن مثلي الجنس علنا، وهو يعيش ويعمل في العاصمة الألمانية برلين.

## وصلات خارجية
- آرتنت: هنريك أوليسن (بالإنجليزية)
- موقع Ludlow 38: هنريك أوليسن (بالإنجليزية)
- Henrik Olesen at Galerie Buchholz
- Secession Building: Henrik Olesen